# Hebanthe decipiens
Hebanthe decipiens är en amarantväxtart som beskrevs av Joseph Dalton Hooker. Hebanthe decipiens ingår i släktet Hebanthe och familjen amarantväxter. Inga underarter finns listade i Catalogue of Life.